# Psycho (film, 1998)
Pour les articles homonymes, voir Psycho.
Pour plus de détails, voir Fiche technique et Distribution.
Psycho est un thriller américain réalisé par Gus Van Sant, sorti en 1998. Il s'agit du remake du célèbre film d'Alfred Hitchcock datant de 1960.

## Synopsis
Le synopsis est exactement le même que celui du film d'Hitchcock, sauf que l'action se déroule le 11 décembre 1998, comme indiqué à l'écran dans le premier plan séquence qui suit le générique.

## Fiche technique
- Titre original et français : Psycho
- Titre québécois : Psychose[2]
- Réalisation : Gus Van Sant
- Scénario : Joseph Stefano, adapté d'un roman de Robert Bloch, inspiré de faits réels liés au tueur en série Ed Gein — reprise du scénario de 1960.
- Musique : Bernard Herrmann, adaptée par Danny Elfman et Steve Bartek (sur le générique de fin)
- Décors : Tom Foden
- Costume : Edith Head
- Photographie : Christopher Doyle
- Montage : Amy E. Duddleston
- Mixage : Leslie Shatz
- Générique : Saul Bass
- Producteurs : Gus Van Sant, Brian Grazer
- Sociétés de production : Universal Pictures, Imagine Entertainment
- Format : 1,85:1
- Langue : anglais
- Budget  : 20 000 000 USD[3]
- Sociétés de distribution : 
  - États-Unis : Universal Pictures
  - France : United International Pictures (UIP)
- Genre : thriller,horreur
- Durée : 105 minutes
- Pays de production :  États-Unis
- Dates de tournage : 6 juillet 1998 au 26 août 1998
- Dates de sortie :
  - États-Unis : 4 décembre 1998
  - France : 27 janvier 1999[2]
- Box-office : 21 456 130 USD
- Film interdit aux moins de 12 ans lors de sa sortie en France

## Distribution
- Vince Vaughn (VF : Bernard Gabay) : Norman Bates
- Anne Heche (VF : Juliette Degenne) : Marion Crane
- Julianne Moore (VF : Vanina Pradier) : Lila Crane
- Viggo Mortensen (VF : Éric Herson-Macarel) : Sam Loomis
- William H. Macy (VF : Gabriel Le Doze) : Milton Arbogast
- Robert Forster (VF : Jean Barney) : Dr Simon
- Philip Baker Hall : le shérif Chambers
- Anne Haney (VF : Monique Martial) : Mme Chambers
- Chad Everett : Tom Cassidy
- Rance Howard : M. Lowery
- Rita Wilson : Caroline
- James Remar : le patrouilleur
- James LeGros (VF : Vincent Ropion) : le vendeur de voiture
- Steven Clark Pachosa : un policier
- O.B. Babbs : le mécanicien
- Flea (VF : Pierre Tessier) : Bob Summerfield
- Marjorie Lovett : une cliente
- Ryan Cutrona : le chef de la police
- Ken Jenkins : Procureur
- Gus Van Sant : L’homme parlant à un sosie d’Alfred Hitchcock (Caméo non-crédités)

Source et légende : Version française (VF) sur AlloDoublage

## Production
Interprété par Anne Heche, Vince Vaughn, Julianne Moore, William H. Macy et Viggo Mortensen, le film reçoit un accueil critique très mitigé, désorientant un certain nombre de spécialistes de Gus van Sant ; certains reconnaissent sa capacité à expérimenter. Au box office, le film équilibre son budget brut mais ne fait aucun profit : il est même déficitaire.
C'est après avoir achevé Drugstore Cowboy, son deuxième long métrage, sorti en 1989, que Gus Van Sant tente pour la première fois de faire un remake d'Alfred Hitchcock avec Psychose. Drugstore Cowboy ayant eu du succès, il est approché par Universal qui lui propose de choisir un film de son catalogue pour en faire un remake. Le cinéaste n'aime pas l'idée de prendre un film peu connu pour, en se détachant du travail effectué par le réalisateur, « refaire le film à sa propre sauce. » Il propose donc de prendre le célèbre film d'Alfred Hitchcock pour le refaire en couleur et plan par plan. L'idée parait ridicule à la production qui en reste là. Ce concept n'est pourtant pas fondamentalement inédit : Brian de Palma, admirateur d'Hitchcock, avait déjà précédemment rendu hommage au maître avec Body Double (1984) qui est un mix entre trois films du maître.
Par la suite Gus Van Sant essaye à peu près tous les deux ans de réaliser ce projet, mais la production ne s'intéresse pas à cette idée tandis le cinéaste refuse toute autre proposition.
En 1997, c'est grâce au succès de son nouveau film, Will Hunting, que son projet de « remake » de Psychose peut enfin voir le jour : Will Hunting étant nommé aux Oscars du cinéma, plusieurs grands studio sollicitent le cinéaste dans la semaine qui précède la cérémonie afin qu'il s'engage dans un projet avec eux. Parmi ces studios se trouve Universal à qui Gus Van Sant soumet de nouveau son idée très particulière de remake, pour laquelle la production se montre cette fois enthousiaste.

## Unremakeou une copie expérimentale?
Cette version reprend le scénario écrit par Joseph Stefano pour Hitchcock, ou plus exactement le story-board incluant donc les dialogues et les modifications opérés par celui-ci, ainsi que son découpage et montage —, et elle est tournée en respectant le déroulement du séquencier, plan par plan, la différence visuelle la plus frappante concernant le passage à la couleur. Gus Van Sant va jusqu'à respecter ici l'apparition en caméo du cinéaste. Cependant, Gus Van Sant souhaitait utiliser le storyboard original, mais celui-ci resta introuvable dans les archives d'Universal.
Outre la couleur, le casting, l'époque, des éléments de décor ou d'accessoires, des problèmes d'adaptation liées à la contingence matérielle — par exemple, la somme volée est dix fois plus élevée —, les différences d'un point de vue séquentiel sont les suivantes : le plan-séquence aérien d'ouverture n'est pas réglé de la même façon, la caméra pénétrant dans la chambre, apparemment sans coupe ; juste après, lors de la scène des amants, on voit que Sam est totalement nu ; durant la scène de voyeurisme à travers le trou dans le mur, la bande son suggère que Norman Bates se masturbe ; durant la scène de la douche, deux inserts représentants des ciels couverts apparaissent, de plus on voit les fesses de Marion ; durant l'assassinat du détective, deux inserts apparaissent (une jeune femme nue les yeux cachés derrière un masque noir puis une vache au milieu d'une route) ; durant la visite de la maison par Lila Crane, elle va dans la chambre de Norman et trouve un magazine porno ; enfin le générique de fin est bien plus long et prolonge la séquence de la voiture extraite du marais par un nouveau plan d'ensemble sur les policiers puis la mare.
N'ayant rien d'un pastiche, ni d'une parodie, mais tenant plutôt d'un décalque littéral, d'une copie au sens classique de l'histoire de la peinture, d'une tentative de refaire, après un certain laps de temps, ce qui a déjà été fait tel l'artisan qui s'approprie/redécouvre un ensemble de savoirs et de techniques, ce film est aussi considéré comme un véritable travail expérimental, on parle à son sujet de « re-appropriation », ce qui, en dehors des considérations esthétiques, peut soulever de nombreux problèmes à la fois purement juridique et moraux, mais surtout questionne la définition même de l'œuvre artistique du point de vue de sa valeur.
Le film est à la fin dédié à Alfred Hitchcock et remercie la fille de celui-ci pour son autorisation de tournage.

## Récompenses et distinctions
- 1999 : Académie des films de science-fiction, fantastique et horreur :
  - Nomination au Saturn Award de la meilleure actrice dans un second rôle pour Anne Heche
  - Nomination au Saturn Award du meilleur scénariste pour Joseph Stefano
- 1999 : 19e cérémonie des Razzie Awards[10]
  - Razzie Award du pire réalisateur pour Gus Van Sant
  - Razzie Awards du pire remake ou suite
  - Nomination au Razzie Award de la pire actrice pour Anne Heche

## Postérité
C'est à ce jour l'un des rares remakes refaits quasiment plan par plan, jusqu'en 2007, quand Michael Haneke fit Funny Games U.S., remake de son propre film de 1997. Lorsqu'il fut interrogé sur le remake de Van Sant, Haneke déclara que c'est un travail d'étude sur le film d'Hitchcock, tandis que le cinéaste autrichien voulait faire découvrir le film aux publics américains, ce qui constitue une démarche différente.